# 아스완 스타디움
아스완 스타디움(아랍어: ملعب أسوان, 영어: Aswan Stadium)은 이집트 아스완에 위치한 경기장으로 총 수용 인원은 11,000명이다. 현재 아스완 SC의 홈구장이다.